# ウィリアム・ゴードン (第6代ケンミュア子爵)

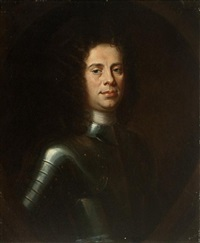
第6代ケンミュア子爵ウィリアム・ゴードン

第6代ケンミュア子爵およびロッキンヴァー卿ウィリアム・ゴードン（英語: William Gordon, 6th Viscount of Kenmure and Lord Lochinvar、1672年頃 - 1716年2月24日）は、スコットランドのジャコバイト。1715年ジャコバイト蜂起に参加して捕虜になり、タワー・ヒルで刑死した。

## 生涯
第5代ケンミュア子爵アレクサンダー・ゴードン（1698年没）と2人目の妻マリオン・マックロックの1人息子として生まれた。父は1689年ジャコバイト蜂起で政府側に立ち、キリークランキーの戦いでダンディー子爵と戦ったが、第6代ケンミュア子爵は妻の影響を受けて1715年ジャコバイト蜂起でジャコバイト側として陰謀に加わったとされる。
ケンミュア子爵はマー伯爵からスコットランド南部のジャコバイト軍を率いる辞令を受け、ダンフリーズを奇襲する計画を立てたが、近隣の住民がダンフリーズに逃げ込み、そこでバリケードを設置した。一方、ケンミュア子爵はウィントン伯爵の増援を受けて南下したが、ダンフリーズの守備が強化されたためロックメイベン、続いてエックレフェチャンに転進した。そこでも増援を受けたが、それでもわずか300人の軍勢だったため、諦めようとした矢先にノーサンバーランドでの蜂起の報せを受けた。イングランドからの援軍との合流に向かうと、ハイランダーの援軍も南下しているとの報せを得て、その援軍とも合流した。そして、10月24日にはジェームズ・フランシス・エドワード・ステュアート（ジェームズ老僭王）が国王即位を宣言、連合法、麦芽税、塩税に反対するマニフェストも発した。この時点でケンミュア子爵の軍勢は1万4千人に膨れ上がったが、彼に指揮官としての才能はなく、イングランドへの進軍を提案したもののハイランダーに反対された。一時はスコットランド西部への進軍をはじめるなど迷走した後、イングランド進軍が決定されたが、そのときにはジョージ・カーペンター率いる政府軍が迫ってきており、さらにハイランダーの軍勢が脱走してしまった。その後、トマス・フォスターが代わりに指揮官を務めたが、結局11月14日のプレストンの戦いで敗れ、ケンミュア子爵も捕虜になりロンドン塔に投獄された。
1716年1月19日の貴族院での審議では罪を認めて、恩赦を求めた。しかし、恩赦はなされず、2月24日にダーウェントウォーター伯爵の刑死直後にタワー・ヒルで斬首された。死後、ケンミュアの妻がスコットランドに急いで向かい、ケンミュアの文書集を確保した。また友人の助力もあり、没収されたケンミュアの財産が売却されたとき、それを購入することに成功、さらに息子が成年したときにそれを息子に渡すことも成功した。

## 家族
妻メアリー・ダルゼル（Mary Dalzell）との間で3男1女をもうけた。
- ロバート（1741年没） - 未婚、名目上の第7代ケンミュア子爵
- ジョン - 名目上の第8代ケンミュア子爵。以降ジョンの子孫が名目上のケンミュア子爵を継承、さらに1824年には議会がケンミュア子爵位の回復を議決した